# Омура (город)
Омура (яп. 大村市 О:мура-си) — город в Японии, находящийся в префектуре Нагасаки. Площадь города составляет 126,56 км², население — 92 188 человек (1 июля 2014), плотность населения — 728,41 чел./км².

## Географическое положение
Город расположен на острове Кюсю в префектуре Нагасаки региона Кюсю. С ним граничат города Исахая, Касима, Уресино и посёлки Хигасисоноги, Тара.

## Население
Население города составляет 92 188 человек (1 июля 2014), а плотность — 728,41 чел./км². Изменение численности населения с 1980 по 2005 годы:
| 1980 | 65 538 чел. |  |
| 1985 | 69 472 чел. |  |
| 1990 | 73 435 чел. |  |
| 1995 | 79 279 чел. |  |
| 2000 | 84 414 чел. |  |
| 2005 | 88 040 чел. |  |

## Символика
Деревом города считается Quercus gilva, цветком — цветок сакуры.